# The Clancy Brothers
The Clancy Brothers é uma banda irlandesa de música folclórica.